# ゲオルグ・ズンデル
ゲオルグ・ズンデル(Georg Zundel、1931年5月17日-2007年3月11日)は、ドイツの物理化学者、ミュンヘン大学の生物物理学の終身教授、平和活動家、環境保護活動家、慈善家である。父のゲオルグは画家、母はロバート・ボッシュの娘であった。
科学者としては、水素結合の研究で国際的な評価を得た。彼は、冷戦中も東西ドイツ出身の研究者と密接に連携して研究を行い、キャリアを通じて313編の論文を発表した。水素結合の分野の多くの発見にズンデルの名前が付けられている。代表的なものは、以下のとおりである。
- ズンデルカチオン(H5O2+) - 水中への水素イオンの溶解において重要な構造
- ズンデル分極率 - 電場によってプロトンを遷移させる水素結合の性質
- ズンデル連続性 - 幅広いイオンを吸収する水素結合の性質

起業化としては、彼は1966年にBerghof Laboratory of Physics and Technologyを設立し、2003年にドイツの他の4つの企業と合わせて、自動化と環境の分野を手掛けるZundel Holding GmbH + Coに再編した。
慈善家としては、彼は1971年にBerghof Foundation for Conflict Studiesを設立し、すぐに当時興り始めていた平和学の分野で決定的な役割を果たすようになった。
財団が設立した主な組織は、以下のようなものである。
- Berghof Conflict Research, BCR (formerly: Berghof Research Center for Constructive Conflict Management, BRC) - 1993年に設立。1977年以来、Institute for Peace Education Tubingen / Georg Zundel Houseと提携
- Berghof Peace Support, BPS (Berghof Foundation for Peace Support, BFPS) - 2004に設立。

この分野での貢献により、ズンデルは2003年にドイツ連邦共和国功労勲章を受章した。